# Miguel Flórez
Miguel Eduardo Flórez López (21 februari 1996) is een Colombiaans wielrenner die vanaf 2021 voor Arkéa-Samsic uitkomt.

## Carrière
In 2016 werd Flórez achter Carlos Ramírez en Eduardo Estrada derde op het nationaal kampioenschap tijdrijden voor beloften. Zo'n twee weken later won hij het jongerenklassement in de Vuelta Independencia Nacional. Op het Pan-Amerikaans kampioenschap op de weg werd Flórez zevende, op ruim twee minuten van de Chileense winnaar José Luis Rodríguez.
In juli stond Flórez aan de start van de Ronde van Portugal van de Toekomst, waar hij derde werd in de tweede etappe en de derde etappe won. Door zijn overwinning nam hij de leiderstrui over van Luís Gomes. In de laatste etappe viel Flórez uit, waardoor zijn ploeggenoot Wilson Rodríguez er met de eindwinst vandoor ging.
In 2017 werd hij prof bij Wilier Triestina-Selle Italia. In zijn eerste jaar als prof nam hij onder meer deel aan de Ronde van Lombardije en de Ronde van Turkije.
Twee jaar later maakte hij de overstap naar Androni Giocattoli-Sidermec en won aan het begin van het seizoen de achtste etappe in de Ronde van Táchira. Later dat jaar maakte hij zijn opwachting in de Ronde van Italië, waarin plek 44 in de zeventiende etappe zijn beste klassering was.

## Overwinningen
2016
3e etappe Ronde van Portugal van de Toekomst
2019
8e etappe Ronde van Táchira
2020
5e etappe Ronde van San Juan

## Resultaten in voornaamste wedstrijden
| Jaar | Ronde van Italië | Ronde van Frankrijk | Ronde van Spanje |
| ---- | ---------------- | ------------------- | ---------------- |
| 2017 |                  |                     |                  |
| 2017 |                  |                     |                  |
| 2019 | 72e              |                     |                  |
| 2020 |                  |                     |                  |
| 2021 |                  |                     |                  |

| Jaar | Ronde van Lombardije | Clásica San Sebastián |
| ---- | -------------------- | --------------------- |
| 2017 | opgave               |                       |
| 2018 | 97e                  |                       |
| 2019 | 88e                  |                       |
| 2020 | 36e                  |                       |
| 2021 |                      | opgave                |

## Ploegen
2016 –  Boyacá Raza de Campeones
2017 –  Wilier Triestina-Selle Italia
2018 –  Wilier Triestina-Selle Italia
2019 –  Androni Giocattoli-Sidermec
2020 –  Androni Giocattoli-Sidermec
2021 –  Arkéa-Samsic
Bothia · Chaparro · Cruz · Cubides · Diagama · Flórez · García · Gómez · Mancipe · Ochoa · Ortega · C.Parra · H.Parra · M.Rodríguez · W.Rodríguez · Romero
Amezqueta · Andriato · Belletti · Bertazzo · Busato · Cecchin · Draperi · Ducournau · Fedi · Flórez · Fonzi · Godoy · Kasjavy · Mareczko · Martínez · Mosca · Pozzato · Rodríguez · Trosino · Turrin · Zhupa · Colonna (stagiair) · Marcelli (stagiair) · Raggio (stagiair)
Bertazzo · Bevilacqua · Busato · Coledan · Flórez · Fonzi · Kasjavy · Mareczko · Mosca · Pacioni · Pozzato · Raggio · Rosa · Turrin · Velasco · Zardini · Zhupa
Belletti · Benfatto · Bisolti · Busato · Cardona · Cattaneo · Fedrigo · Flórez · Mar. Frapporti · Mat. Frapporti · Gavazzi · Masnada · Montaguti · Muñoz · Pelucchi · Rivera · Rumac · Spreafico · Vendrame · Viel · Bais (stagiair) · Ravanelli (stagiair) · Venchiarutti (stagiair)
Bagioli · Bais · Belletti · Bisolti · Cepeda · Chirico · Flórez · Frapporti · Gabburo · Gavazzi · Muñoz · Pacioni · Pelikán · Pellaud · Ravanelli · Restrepo · Rivera · Rumac · Spreafico · Venchiarutto · Viel